# Semaeopus griseomaculata
Semaeopus griseomaculata là một loài bướm đêm trong họ Geometridae.